# Roel Fernhout
Roel Fernhout (Zwolle, 8 augustus 1947) is een Nederlands emeritus hoogleraar en voormalig ombudsman.
Fernhout studeerde rechtsgeleerdheid aan de Erasmus Universiteit Rotterdam en was coördinator voor de Nederlandse Stichting voor Vluchtelingenwerk. Van 1977 tot 1985 was hij 
wetenschappelijk medewerker en universitair docent staats- en bestuursrecht aan de Vrije Universiteit Amsterdam. In dat vakgebied was hij vervolgens tot 1991 universitair hoofddocent in Nijmegen. Fernhout was van 1991 tot 1999 bijzonder hoogleraar Europees recht (Europees migratierecht) aan de Katholieke Universiteit Nijmegen. Van 1999 tot 2005 was hij de Nationale ombudsman. Van 2006 tot 2014 was hij bijzonder hoogleraar Migratierecht en Rechtsbescherming aan de Radboud Universiteit Nijmegen. Sinds 2014 is hij voorzitter van het Landelijk Orgaan Wetenschappelijke Integriteit (LOWI). Hij was ook vicevoorzitter van de Nederlandse afdeling van Amnesty International en had zitting in het bestuur van het UAF - Stichting voor Vluchteling Studenten.